# Pouzolzia baronii
Pouzolzia baronii är en nässelväxtart som beskrevs av Jacques Désiré Leandri. Pouzolzia baronii ingår i släktet Pouzolzia och familjen nässelväxter. Inga underarter finns listade i Catalogue of Life.